# 安徽文艺出版社
安徽文艺出版社是中华人民共和国的一家出版社，成立于1984年，社址位于安徽省合肥市。隶属于安徽省新闻出版局。